# هایدی کلانن
هِیدی کُلّانِن (انگلیسی: Heidi Kollanen؛ زادهٔ ۶ ژوئن ۱۹۹۷) بازیکن فوتبال اهل فنلاند است.
از باشگاه‌هایی که در آن بازی کرده‌است می‌توان به باشگاه فوتبال کیف اوربرو دی‌اف‌اف اشاره کرد.
وی همچنین در تیم ملی فوتبال زنان فنلاند بازی کرده‌است.